# Шонгуй
Шо́нгуй — посёлок в Кольском районе Мурманской области России. Входит в состав городского поселения Кильдинстрой. Расположен на двух берегах реки Кола (через реку был перекинут мост, который смыло паводком в 2019 году) в 17 км от города Кола. Основан в середине 1920-х годов. Железнодорожная станция на линии Мурманск — Кандалакша.

## Название
Название посёлка состоит из двух частей: «шонг» (от саам. «шуэнн» — заливные покосы на болоте, уголок болота) и «уй» (от саам. «уай» — ручей). Первоначально название относилось только к ручью на южной окраине посёлка, впадающему в реку Кола, затем перешло к мысу и населённому пункту.

## История
2 мая 1930 г. на станции Шонгуй бандитами были убиты 15 железнодорожных служащих и члены их семей. Бандиты, после убийства около суток надевали железнодорожную форму и встречали поезда с сигнальными флагами и фонарями. В дальнейшем, бандиты были найдены ГПУ и приговорены к расстрелу.
Во время Великой Отечественной войны в районе поселка был обустроен военный аэродром Шонгуй. На аэродроме В январе 1942 года базировался 768-й истребительный авиационный полк из состава 122-й истребительной авиационной дивизии ПВО, выполнявший прикрытие военных объектов и города Мурманск от налетов вражеской авиации. В феврале 1942 года полк перебазировался на аэродром Арктика.
В период с марта 1951 года по октябрь 1956 года в посёлке располагался штаб и управление 186-й штурмовой Амурской авиационной дивизии, а также один из её полков — 849-й штурмовой авиационный полк на самолётах Ил-10.
23 октября 1959 года Шонгуй был отнесён к категории рабочих посёлков. С 1 января 2005 года вновь преобразован в сельский населённый пункт.

## Инфраструктура
В посёлке располагался аэродром Шонгуй, где базировался 145ИАП ВВС 14-й армии.

## Население
| 1959 | 1970  | 1979  | 1989  | 2002  | 2010  |
| ---- | ----- | ----- | ----- | ----- | ----- |
| 1889 | ↘1607 | ↗1743 | ↗1771 | ↘1189 | ↘1038 |

Численность населения, проживающего на территории населённого пункта, по данным Всероссийской переписи населения 2010 года составляет 1038 человек, из них 478 мужчин (46,1 %) и 560 женщин (53,9 %).

## Персоналии
- В посёлке похоронены военные лётчики — старший лейтенант Максим Кондратьевич Антонюк, совершивший 2 июля 1941 года воздушный таран и капитан Иван Васильевич Бочков (1915—1943), Герой Советского Союза.